# Sukow
Sukow es un municipio situado en el distrito de Ludwigslust-Parchim, en el estado federado de Mecklemburgo-Pomerania Occidental (Alemania), a una altitud de 39 metros. Su población a finales de 2016 era de 1462 habs. y su densidad poblacional, 68 hab/km².
Está ubicado al sur de la ciudad de Schwerin, la capital del estado.